# Christina Lagemann
Christina Dagmar Lagemann (* 21. Dezember 1983 in Herten) ist eine ehemalige deutsche Basketballspielerin.

## Laufbahn
Lagemann spielte bei den Hertener Löwen und bis 2001 bei ODB Recklinghausen, dann bei Gold-Zack Wuppertal und wurde mit dem Verein 2002 deutsche Meisterin. Mit Wuppertal spielte sie in der Euroleague. 2002 wechselte die 1,89 Meter große Innenspielerin zur BG Dorsten. Auch mit Dorsten sammelte sie Erfahrung auf europäischer Ebene (FIBA Europe Cup). Später spielte sie bei Alba Berlin in der 2. Regionalliga, in der Saison 2014/15 trug sie zum Aufstieg der Berlinerinnen in die 1. Regionalliga bei. Anschließend spielte für den Verein auch in der dritthöchsten deutschen Spielklasse.
Lagemann war deutsche Jugendnationalspielerin, 2000 und 2002 nahm sie an U18- beziehungsweise U20-Europameisterschaften teil.